# Dicranophorus sigmoides
Dicranophorus sigmoides is een raderdiertjessoort uit de familie Dicranophoridae. De wetenschappelijke naam van deze soort is voor het eerst geldig gepubliceerd in 1951 door Wulfert.